# اسماهور السفلي (بربرود الشرقي)
اسماهور السفلی (بالفارسية: اسماهور سفلی) هي قرية تقع في إيران في قسم بربرود الشرقي الریفي. يقدر عدد سكانها بـ 110 نسمة .